# Magenband

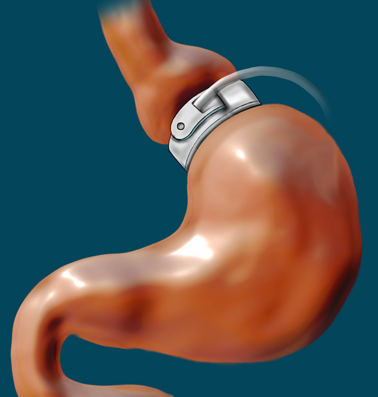
Magenband (Zeichnung)

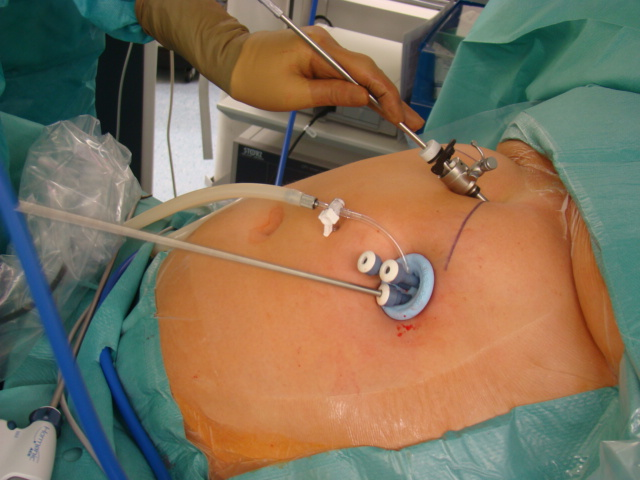
Magenbandanlage in SILS-Technik

Ein Magenband (englisch gastric band) bzw. englisch Gastric Banding ist eine medizinische Behandlungsmethode bei krankhafter Adipositas, die durch Diäten und konservative Behandlungsmaßnahmen nicht behandelbar ist, bei der unterhalb des Übergangs von der Speiseröhre zum Magen ein Silikonband bzw. Silikonring einengend angebracht wird. Zusammen mit anderen Methoden gehört das Magenband zum Spektrum der Adipositaschirurgie, der chirurgischen Therapie des krankhaften Übergewichts. Sie ist das letzte Mittel der Wahl, wenn konservative Methoden zur Gewichtsreduktion versagt haben. Die Indikation zur Magenzügelung ist gegeben ab einem Body-Mass-Index von mindestens 35–40 kg/m².
Durch Einengen des Magendurchmessers im Eingangsbereich kann eine dauerhafte deutliche Gewichtsreduktion erreicht werden. Hierzu wird in einer laparoskopischen Operation ein verstellbares Silikonband um den Magenfundus gelegt. Der Durchmesser der Öffnung ist durch Auffüllen des Bandes mit Flüssigkeit veränderbar, ein entsprechender Zugang (Portkammer) wird in der Bauchwand oder vor dem Brustbein platziert.

## Kostenübernahme durch die Krankenkassen
In Deutschland übernehmen die Krankenkassen die Kosten für das Magenband, wenn die medizinische Notwendigkeit belegt wurde. Dies ist in der Regel der Fall, wenn der Patient einen BMI > 40 oder einen BMI > 35 mit schwerwiegenden Begleiterscheinungen (z. B. Diabetes, Gelenkerkrankungen etc.) hat, alle konservativen Behandlungsmöglichkeiten ausgeschöpft sind (ultima ratio) und der Patient aufgeklärt und motiviert ist. Außerdem darf das OP-Risiko nicht das Risiko bei anderen möglichen Eingriffen übersteigen.

## Wirkung des Magenbandes
Laut verschiedener Studien werden folgende Wirkungen des Magenbandes auf den Patienten angenommen:
- eine Gewichtsabnahme von durchschnittlich 16 % des Ausgangsgewichtes[2]
- Verbesserung der subjektiven Lebensqualität
- eine Reduzierung der Häufigkeit und Schwere von Schlafapnoe wird vermutet[3]
- Reduzierung der Häufigkeit und Schwere von Depressionen[4]

## Risiken und Spätfolgen
- Risiken von Anästhesie und Operation sind durch das Übergewicht der Patienten erhöht
- verschluckte Gegenstände oder Nahrungsbrocken können den Magendurchgang verschließen
- Infektion des Ports
- Einschneiden des Magenbandes in den Magen (Bandmigration)
- häufiges Erbrechen mit der Gefahr von Zahnschäden und Aspiration
- Slippage, ein Verrutschen des Magenbandes, welche eine erneute OP erforderlich macht